# Gabriel Boric
Gabriel Boric Font, čilski politik hrvaškega in katalonskega rodu, * 11. februar 1986, Punta Arenas.
Gabriel Boric Font se je rodil v Punti Arenas, 11. februarja 1986 v hrvaško-čilski družini iz Ugljana. Družina Borić je zapustila Hrvaško (Avstro-Ogrska) leta 1897 in se preselila v Čile, v Ugljanu je ostalo še nekaj sorodnikov. Gabriel je sin kemijskega inženirja Luisa Borića Scarpe in Maríe Soledad Font Aguilera, gospe katalonskega rodu. Ima dva brata, Simóna in Tomása.
Študiral na Pravni fakulteti Univerze v Čilu in bil od leta 2011 do 2012 predsednik Študentske zveze Univerze Čila. Nikoli ni diplomiral. Kot predstavnik študentov je postal ena izmed vodilnih osebnosti čilskih študentskih protestov v letih  2011–2013. Borič je bil dvakrat izvoljen v poslansko zbornico, kjer je zastopal okrožje Magallanes in Antarktično okrožje, najprej leta 2013 kot neodvisni kandidat, nato pa leta 2017 kot del leve koalicije, ki jo je ustanovil z več drugimi strankami. Je ustanovni član Socialne konvergence, ki je bila ustanovljena leta 2018 in je ena od sestavnih strank Broad Front.
Med državljanskimi nemiri leta 2019 v Čilu je bil Boric eden od politikov, ki so se pogajali o sporazumu, ki je utrl pot za referendum za spremembo ustave. Leta 2021 je bil nominiran za kandidata koalicije Apruebo Dignidad (ki je vključevala Široko fronto, Komunistično stranko in druga manjša gibanja) na predsedniških volitvah. 19. decembra 2021 je Boric v drugem krogu predsedniških volitev dobil 55,9 % glasov in premagal Joséja Antonia Kasta. Je najmlajši predsednik v zgodovini Čila in drugi najmlajši državni vodja na svetu,[b] pa tudi predsednik, izvoljen z najvišjim številom glasov v zgodovini države.